# Marcel Gaudion
Pour les articles homonymes, voir Gaudion.
Marcel Gaudion, né le 12 février 1924 à Gagny et mort le 23 avril 2021 à Douarnenez, est un joueur français international de handball. Capitaine de l'équipe de France de handball à 11 puis à 7 dans les années 1940 et 1950 et capitaine du Villemomble Sports, il était un pionnier du handball en France,.

## Biographie

### Jeunesse
Marcel Gaudion naît en 1924 à Gagny en Seine-et-Oise d'un père comptable dans les chemins de fer et d'une mère au foyer venue de Belgique francophone. Âgé de 16 ans en 1940, il est trop jeune pour être mobilisé pour la Seconde Guerre mondiale. Marcel Gaudion brille alors sur les terrains d'athlétisme grâce à ses qualités athlétiques (1,86 m pour 86 kg), notamment en triathlon et en lancer du poids. Il est ainsi 3e du Championnat de France triathlon en cadet, finaliste du Championnat de France de cross en cadet et 3e du Championnat de Paris du lancer du poids en junior. Bien qu'habitant Gagny, il pratique son sport au Stade de Villemomble. Pratiquant également le basket-ball, ses coéquipiers et lui découvrent avec intérêt le handball (alors disputé dans sa version à 11 joueurs en plein air) en observant les soldats allemands jouer dans leur stade. L'entraîneur de basket de la Villemomble Sports, Raymond Hoinant, décide de se servir de ce sport pour entraîner ses joueurs et très vite, l'équipe abandonne le basket pour se consacrer au handball, Gaudion devenant son premier leader charismatique.

### Parcours en club
Deux mois après la création officielle de la Fédération française de handball, le premier match de Villemomble Sports a lieu le 23 novembre 1941 contre le Stade français et est remporté 10 à 0. Rapidement, les résultats du club sont excellents. Le Président du Villemomble Sports, Claude Ripert, lui dédie un terrain pour jouer et s'entraîner, un privilège envié par beaucoup d'autres équipes qui peinent à emprunter leur terrain aux footballeurs,. Dès 1943, VS atteint la finale de la Coupe de France, battu par le Stade niortais. En 1945, c'est une première victoire pour Marcel Gaudion et son équipe qui remportent la Coupe de France face au Asnières Sports devant les 15 000 spectateurs présents au Parc des Princes, Gaudion marquant 5 des 9 buts de Villemomble. Quinze jours plus tard, ils deviennent champions de France face au PUC au Stade de Paris de Saint-Ouen.
L'année suivante, le club remporte à nouveau la Coupe de France en écrasant le LOU 11 à 3 en finale et gagne aussi le Championnat de Paris. Après une finale de Coupe de France perdue face à Fougères en 1947, c'est un second sacre parisien en 1948. En 1949, Gaudion et Villemomble réalisent un nouveau doublé Coupe-Championnat de France. Le club réussit ensuite l'exploit de gagner les quatre Coupes de France suivantes. L'année 1953 marque un dernier sommet, en même temps qu'un tournant pour le handball villemomblois : vainqueur de sa dernière Coupe de France à 11, le club remporte la première édition du Championnat de France à 7. Ce changement majeur signera toutefois la fin de la domination de la VS qui ne remportera pas de nouveau titre.
Entre 1945 et 1953, Marcel Gaudion a gagné tous ces trophées. Avec le gardien de but Michel Rochepierre jusqu'en 1948 et le buteur Maurice Chastanier à partir de 1948, il était la vedette incontestée de l'équipe. D'ailleurs, après le départ Rochepierre au Racing, c'est à Marcel Gaudion que Raymond Hoinant confie le capitanat. Il a alors 24 ans, et, hormis ses énormes qualités physiques, il est doté d'un mental à toute épreuve et d'une excellente vision du jeu. C'est d'ailleurs principalement au poste de demi-centre, autrement dit de meneur de jeu, qu'il fait carrière. Ses qualités de leader sont elles aussi remarquables : en mai 1949, « Hand Ball », le magazine de la Fédération française, loue « le cran et l'abnégation du joueur » qui en font « un magnifique exemple pour les jeunes ». L'article conclut par « Le handball français vous doit beaucoup et nous souhaitons à tous nos clubs d'avoir un capitaine comme vous ». Bien que la municipalité de Villemomble ait attendu 1967 pour construire la salle indispensable qui manqua longtemps à la pratique du handball à 7, Marcel Gaudion, fidèle parmi les fidèles, reste au club jusqu'à la fin de sa carrière, au début des années 1960.

### Parcours international
S'il n'y a pas encore de coupes d'Europe des clubs, le Villemomble Sports est le premier club français à jouer régulièrement contre des équipes étrangères : les Suisses d'Aarau en 1945, les Luxembourgeois de Esch et les Suisses des Grasshopper Club Zurich en 1946, les Allemands de Wuppertal et les Danois de Copenhague en 1948 ou encore la redoutable équipe de la Légion étrangère en 1950. Plusieurs fois sélectionné en équipe de Paris, Marcel Gaudion joue le 27 novembre 1954 un match mémorable à 7, au stade Pierre-de-Coubertin contre la grande équipe de l'époque, celle de la police de Hambourg. Alors que la dernière confrontation entre la France et l'Allemagne, lors du championnat du monde 1954 en Suède, s'était soldée quelques mois plus tôt par une déroute française (27 à 4), la plupart des autres internationaux français déclarent forfait face à Hambourg. Fier, devant 5000 spectateurs, Marcel Gaudion réussit l'exploit d'emmener ses jeunes coéquipiers vers un match nul inespéré, 20-20, au cours duquel il marque 7 buts.
Vedette de l'une des deux meilleures équipes du handball français, Marcel Gaudion est tout naturellement appelé en équipe de France par le sélectionneur national René Ricard. Le 12 mai 1946, à l'âge de 22 ans, il participe au premier match de l'histoire des Bleus qui se joue à Metz contre le Luxembourg, dans le cadre de la Coupe de la Paix (de), remporté 10-6 avant d'être nettement battu par la Suisse en finale.
S'il ne participe pas au Championnat du monde à onze en 1948, il est bien présent quatre ans plus tard en 1952 (de) lors des deux défaites contre les Pays-Bas et la Suisse. Blessé, il n'est pas appelé lors du tout premier match de l'équipe de France à 7 en février 1952 contre la Suisse à Bâle, mais dès le suivant, le 14 mars 1953, de nouveau contre la Suisse, c'est à lui que le sélectionneur confie le rôle de capitaine. Il le reste à 11 comme à 7 jusqu'en 1955. Qualifié pour le Championnat du monde à 7 en 1954 après sa victoire en barrage face à l'Espagne, les Bleus accusent un fort déficit face aux fédérations des nations germaniques qui sont déjà des organisations de masse puisque la FFHB ne compte que 11 809 licenciés en 1954 alors que la RFA atteint déjà les 300 000. Si Gaudion et ses coéquipiers Chastanier, Sagna et Santona parviennent à contraindre la Suisse au match nul 11-11, ils encaissent deux grosses défaites face à l'Allemagne de l'Ouest (27-4) puis au Danemark (23-11) et terminent sixième sur six de cette phase finale.
Le plus grand souvenir de Marcel Gaudion en équipe de France, comme à tous les internationaux qui l'ont joué, est le match de la réconciliation contre l'Allemagne à Ludwigshafen le 8 avril 1951, disputé devant 26 000 spectateurs. La France combat vaillamment et s'incline 12 à 5 face à l'équipe qui allait gagner le titre mondial l'année suivante. A cette occasion, Marcel Gaudion a la lourde tâche de marquer Bernhard Kempa, la star mondiale du handball. Le magazine Hand-Ball écrit après le match que Gaudion a « bien réussi à neutraliser Kempa puisque celui-ci fut contraint de faire jouer ses camarades, plutôt que tenter sa chance personnellement ». Effectivement, Kempa, pourtant avant-centre, marque seulement trois buts ce jour-là, dont un sur coup franc direct.

### En dehors du handball
À cette époque, le handball était bien évidemment un sport amateur et Gaudion travaille alors notamment comme cadre commercial chez Ugine, une grosse société de métallurgie qui refusait souvent de le libérer pour les matchs.
Une fois sa carrière terminée, Marcel Gaudion s'éloigne du handball et se laisse oublier. C'est son ancien coéquipier en équipes de France et de Paris, Jean-Pierre Lacoux, devenu Président, puis Président d'honneur de la Fédération française de handball qui le remet à l'honneur en 2002, pour les 50 ans de la FFHB.

## Palmarès
Le palmarès de Marcel Gaudion est :

### En équipes de France
Handball à onze
- première sélection en mai 1946 à 22 ans.
- 18 buts en 16 sélections (6 victoires, 2 nuls, 8 défaites), dont 2 matchs de championnat du monde (1952)
- dernière sélection en 1954
- Équipes nationales rencontrées : Luxembourg, Suisse, Belgique, Espagne, Portugal, RFA, Pays-Bas, Autriche

Handball à sept
- première sélection en 1953
- 17 buts en 7 sélections (1 victoire, 1 nul, 5 défaites) dont 7 matchs en tant que capitaine et 4 matchs de compétition officielle (Championnat du monde 1954 en Suède)
- dernière sélection en février 1955 à 31 ans.
- Équipes nationales rencontrées : Suisse, RFA, Espagne, Danemark, Tchécoslovaquie

### En club
Handball à onze
- Vainqueur du Championnat de France : (2) : 1945 et 1949
- Vainqueur de la Coupe de France (7) : 1945, 1946, 1949, 1950, 1951, 1952, 1953

Handball à sept
- Vainqueur du Championnat de France (1) en 1953

### Distinction individuelles
- Élu meilleur handballeur français en 1953